# Partito Popolare dei Repubblicani e dei Conservatori
Il Partito Popolare dei Repubblicani e dei Conservatori (in estone: Vabariiklaste ja Konservatiivide Rahvaerakond - VKRE) fu un partito politico estone di orientamento social-conservatore operativo dal 1994 al 1999.

## Storia
Il partito fu fondato il 9 ottobre 1994 in seguito ad una scissione dal Partito della Coalizione Nazionale della Patria, richiamando soprattutto gli esponenti politici che avevano militato nel Partito Popolare Conservatore (Konservatiivne Rahvaerakond) e nel Partito della Coalizione Repubblicana (Vabariiklaste Koonderakond).
Alle elezioni parlamentari del 1995 costituì la lista «A Destra» (Parempoolsed), ottenendo il 5% dei voti e cinque seggi.
Il 5 aprile 1998 fu approvata l'adesione al Partito dei Contadini Estoni (Eesti Talurahva Erakond) che, nella circostanza, prese il nome di Partito Popolare (Rahvaerakond); contemporaneamente, il VKRE fu ridenominato in Partito della Destra (Erakond Parempoolsed), decretando il proprio scioglimento il 14 dicembre 1999.
Il Partito Popolare, sotto la guida di Toomas Hendrik Ilves, si avvicinò ai Moderati (Mõõdukad), di ispirazione socialdemocratica, coi quali siglò un'alleanza in occasione delle elezioni parlamentari del 1999. Il 27 novembre 1999 i due soggetti politici si fusero definitivamente: nacque così il Partito Popolare dei Moderati (Rahvaerakond Mõõdukad) che, nel 2004, avrebbe preso il nome di Partito Socialdemocratico. Alcuni esponenti del Partito Popolare, tuttavia, aderirono all'Unione della Patria, in cui nel 1995 era confluito il Partito della Coalizione Nazionale della Patria. 